# Volksabstimmungen in der Schweiz 1956
Dieser Artikel bietet eine Übersicht der Volksabstimmungen in der Schweiz im Jahr 1956.
In der Schweiz fanden 1956 auf Bundesebene fünf Volksabstimmungen statt, im Rahmen dreier Urnengänge am 4. März, 13. Mai und 30. September. Dabei handelte es sich um zwei obligatorische Referenden, eine Volksinitiative, einen Gegenentwurf und ein fakultatives Referendum.

## Abstimmung am 4. März 1956

### Ergebnis
| Nr. | Vorlage | Art | Stimm- berechtigte | Abgegebene Stimmen | Beteiligung | Gültige Stimmen | Ja      | Nein    | Ja-Anteil | Nein-Anteil | Stände | Ergebnis |
| --- | --- | --- | ------------------ | ------------------ | ----------- | --------------- | ------- | ------- | --------- | ----------- | ------ | -------- |
| 175 | Bundesbeschluss vom 22. Dezember 1955 über die befristete Weiterführung einer beschränkten Preiskontrolle (Verlängerung der Gültigkeitsdauer des Verfassungszusatzes vom 26. September 1952) | OR  | 1'454'506          | 718'548            | 49,40 %     | 699'531         | 542'425 | 157'106 | 77,54 %   | 22,46 %     | 22:0   | ja       |

### Befristete Weiterführung der Preiskontrolle
Sowohl eine Volksinitiative für eine Verstärkung der Mietzins- und Preiskontrolle als auch ein Gegenentwurf dazu waren 1955 in Volksabstimmungen gescheitert. Die Behörden interpretierten das Ergebnis als Wunsch nach einer Fortsetzung der staatlichen Preiskontrolle, weshalb der Bundesrat vom Parlament den Auftrag erhielt, für die Zeit nach 1957 einen weiteren befristeten Verfassungszusatz vorzubereiten. Anfang November 1955 schlug er vor, den bestehenden Verfassungszusatz bis Ende 1960 zu verlängern, ohne daran Änderungen vorzunehmen. Beide Parlamentskammern stimmten dem Vorschlag einstimmig zu. Alle Parteien und die wichtigsten Verbände empfahlen die Annahme, denn allen war klar, dass die eigentliche Auseinandersetzung erst bei den Ausführungsbestimmungen folgen würde. Während die SP die Bekämpfung der Teuerung in den Vordergrund rückte, betonten die bürgerlichen Befürworter, die Massnahmen seien massvoll. Einzig der Hauseigentümerverband lehnte die Weiterführung der Mietzinskontrolle ab und argumentierte, die Wohnungssituation habe sich ausserhalb der Grossstädte entschärft. Mehr als drei Viertel der Abstimmenden und alle Kantone nahmen die Vorlage an.

## Abstimmungen am 13. Mai 1956

### Ergebnis
| Nr. | Vorlage | Art | Stimm- berechtigte | Abgegebene Stimmen | Beteiligung | Gültige Stimmen | Ja      | Nein    | Ja-Anteil | Nein-Anteil | Stände | Ergebnis |
| --- | --- | --- | ------------------ | ------------------ | ----------- | --------------- | ------- | ------- | --------- | ----------- | ------ | -------- |
| 176 | Volksbegehren zur Erweiterung der Volksrechte bei der Erteilung von Wasserrechtskonzessionen durch den Bund                                                       | VI  | 1'454'269          | 757'492            | 52,09 %     | 721'053         | 266'222 | 454'831 | 36,92 %   | 63,08 %     | 2½:19½ | nein     |
| 177 | Bundesbeschluss vom 30. September 1955 über Massnahmen zur Stärkung der Wirtschaft des Kantons Graubünden durch Gewährung einer Hilfe an die Holzverzuckerungs-AG | FR  | 1'454'269          | 765'543            | 52,63 %     | 744'837         | 316'276 | 428'561 | 42,46 %   | 57,54 %     | –      | nein     |

### Erteilung von Wasserrechtskonzessionen
Ein «überparteiliches Komitee zum Schutze der Stromlandschaft Rheinau» reichte gleichzeitig mit der Volksinitiative zur Verhinderung des Kraftwerks Rheinau ein weiteres Begehren ein (auch als «Rheinau-Initiative II» bezeichnet). Konzessionen für Wasserkraftwerke sollten nicht mehr abschliessend vom Bundesrat vergeben, sondern von der Zustimmung des Parlaments abhängig gemacht werden, womit sie dem fakultativen Referendum unterstehen würden. Der Bundesrat wies die Initiative zurück, stellte aber die Ausarbeitung eines allgemeinen Naturschutzartikels in Aussicht. Das Parlament teilte diese Meinung mit deutlicher Mehrheit. In der Abstimmungskampagne nahmen die bürgerlichen Gegner die Argumente des Bundesrats auf und vertraten die Ansicht, im Falle des geplanten und umstrittenen Spöl-Kraftwerks führe die Annahme der Initiative sogar zu grösseren Eingriffen in den Nationalpark, weil die Kraftwerksinteressenten auf eine rein kantonale Lösung ausweichen könnten, um einen nationalen Volksentscheid zu vermeiden. Einzig die EVP unterstützte die Vorlage. Die Befürworter verwiesen auf die Eingriffe in die Landschaft und den Wasserhaushalt. Einzelne Stimmen verwiesen auch auf die Atomenergie, die das Potenzial habe, in Zukunft die Wasserkraft zu ersetzen. Etwas weniger als zwei Drittel der Abstimmenden lehnten die Vorlage ab, Ja-Mehrheiten gab es in den Kantonen Basel-Stadt, Schaffhausen und Zürich.

### Unterstützung der Holzverzuckerungs-AG
Zur Sicherstellung der Landesversorgung mit Treibstoff übernahm der Bund seit dem Zweiten Weltkrieg mehr als 100'000 Tonnen Ethanol, die von der Holzverzuckerungs-AG in Domat/Ems aus der Verzuckerung von Holz gewonnen wurden. In der Nachkriegszeit war dieser Treibstoff preislich nicht mehr konkurrenzfähig, weshalb das Unternehmen auf Subventionen des Bundes angewiesen war. 1955 stellte der Bundesrat beim Parlament den Antrag, die Finanzhilfe bis 1960 zu verlängern, um dem Unternehmen den Übergang zum selbständigen Bestehen auf dem Markt zu erleichtern. Nachdem das Parlament die Vorlage genehmigt hatte, ergriffen der Schweizerische Handels- und Industrieverein, die Wirtschaftsförderung, der Redressement national und die LPS das Referendum. Sie bezeichneten die Finanzhilfe als ineffizienten Interventionismus und als zu teuer für Steuerzahler und Konsumenten. Von der Erhaltung der teuren Holzverzuckerung direkt betroffen seien lediglich einige Hundert Arbeitnehmer, die angesichts der Hochkonjunktur problemlos wieder eine Beschäftigung finden würden. Wie der Bundesrat schrieben die Befürworter der Holzverzuckerung noch eine kriegswirtschaftliche Funktion zu. Ausserdem wollten sie mit der Geldspritze einen der wenigen Industriebetriebe im strukturschwachen Kanton Graubünden unterstützen. Eine deutliche Mehrheit der Abstimmenden lehnte die Vorlage ab.

## Abstimmungen am 30. September 1956

### Ergebnis
| Nr. | Vorlage | Art | Stimm- berechtigte | Abgegebene Stimmen | Beteiligung | Gültige Stimmen | Ja      | Nein    | Ja-Anteil | Nein-Anteil | Stände | Ergebnis |
| --- | --- | --- | ------------------ | ------------------ | ----------- | --------------- | ------- | ------- | --------- | ----------- | ------ | -------- |
| 178 | Bundesbeschluss vom 27. Juni 1956 über die Revision der Brotgetreideordnung des Landes                                      | OR  | 1'459'824          | 641'604            | 43,95 %     | 619'135         | 239'890 | 379'245 | 38,75 %   | 61,25 %     | 5½:16½ | nein     |
| 179 | Bundesbeschluss vom 27. Juni 1956 über das Volksbegehren betreffend Ausgabenbeschlüsse der Bundesversammlung (Gegenentwurf) | GE  | 1'459'824          | 639'896            | 43,83 %     | 607'777         | 276'660 | 331'117 | 45,52 %   | 54,48 %     | 9:13   | nein     |

### Revision der Brotgetreideordnung
Zu Beginn des Jahres 1956 präsentierte der Bundesrat seine Verfassungsvorlage für eine grundsätzliche Revision der seit 1929 bestehenden Getreideordnung, wobei er sich auf die Vorarbeiten zweier Expertenkommissionen stützte. Zwar sollte der Bund auf das Einfuhrmonopol verzichten, doch sollte er weiterhin verpflichtet werden, mit verschiedenen Massnahmen die Versorgung der Schweiz mit Getreide sicherzustellen. Insbesondere sollten die umstrittene Kontingentierung von Mühlen und die Verbilligung von Weissmehl bestehen bleiben. Bereits im Juni genehmigte das Parlament die Vorlage mit kleineren Änderungen. Zu den Unterstützern gehörten die bürgerlichen Parteien sowie die wichtigsten Wirtschaftsdachverbände. Sie präsentierten die neue Getreideordnung als ausgewogene Lösung, die eine freiere Getreidewirtschaft ohne Staatsmonopol ermögliche und trotzdem sämtlichen betroffenen Interessen diene, insbesondere dem Müllereigewerbe und der Landwirtschaft. Gegen die Getreideordnung kämpften SP, LdU, Gewerkschaften und Angestelltenverbände. Gemeinsamer Nenner war, dass sie diese für konsumentenunfreundlich hielten. Doch während die Linken auf die positiven Erfahrungen des Getreidemonopols hinwiesen, kritisierte der LdU die «Allmacht des Staates und der Verbände», die weiterhin ein Kartell aufrechterhalten wollten. Der Bund könne weiterhin bestimmen, wer wie viel Getreide importiert und zu welchem Preis dieses an die Müller zu verkaufen sei. Mehr als drei Fünftel der Abstimmenden lehnten die Vorlage schliesslich ab.

### Ausgabenbeschlüsse der Bundesversammlung
Ein bürgerliches Komitee reichte im September 1953 eine Volksinitiative ein. Einerseits verlangte sie, Ausgabenerhöhungen durch anderweitige Einsparungen oder Mehreinnahmen zu kompensieren. Andererseits forderte sie, dass für Ausgabenbeschlüsse ab einer bestimmten Höhe die absolute Mehrheit beider Räte notwendig ist (diese Regel war bereits mit der befristeten Finanzordnung 1951 eingeführt worden). Der Bundesrat und das Parlament lehnten zwar die erste Bestimmung der Initiative und das obligatorische Finanzreferendum ab, unterstützten aber die Ausgabenbremse und das fakultative Finanzreferendum, weshalb sie einen direkten Gegenentwurf ausarbeiteten. Daraufhin zogen die Initianten ihr Begehren zugunsten des Gegenentwurfs zurück, sodass nur über diesen abgestimmt werden musste. Zahlreiche Parteien und Verbände unterstützten die Vorlage. Sie priesen das Finanzreferendum als Instrument der Ausgabendisziplin und waren überzeugt, dass die Mitsprache des Volks bei Finanzbeschlüssen das Risiko neuer Steuern senke. Zu den Gegnern gehörten die SP und die wichtigsten Arbeitnehmerverbände. Sie warnten vor einer Überlastung der direkten Demokratie und vor dem Missbrauch des Finanzreferendums gegen notwendige Bundesausgaben für die Sozial- und Wirtschaftspolitik. Die Vorlage verfehlte sowohl das Volks- als auch das Ständemehr knapp.